# Lug Subotički
Lug Subotički (középkori magyar neve Szombathely) falu Horvátországban, Eszék-Baranya megyében. Közigazgatásilag Koskához tartozik.

## Fekvése
Eszéktől légvonalban 28, közúton 38 km-re nyugatra, községközpontjától 4 km-re délkeletre, Szlavónia középső részén, a Szlavóniai-síkságon, Koska és Budimci között fekszik.

## Története
A falu keleti határában feküdt a középkorban Szombathely vára és mezővárosa. A várat a Kórógyiak építették 1258-ban röviddel azután, hogy „Kos” földjét a tatárok elleni harcokban szerzett érdemeikért IV. Béla királytól adományul kapták. 1321-ben a Szelczei család birtoka lett, akik 1386-ban kegyvesztetté váltak és Zsigmond király elvette tőlük, majd a Garaiaknak adta. Ekkor a vár mellett mezőváros fejlődött ki. A mezőváros fejlődésére kedvezően hatott Nekcse, Eszék, Diakovár és Valpó közelsége. Ekkor már állt a plébániatemplom is, melynek plébánosa a környező települések híveit is ellátta. A 15. században a vár újra a Kórógyiak birtoka lett. Az első török támadások után a 15. század végén az uradalom székhelyét Koskáról a kőtömbökből épített, sokkal jobban védhető Szombathely várába helyezték át. A török uralom előtti utolsó birtokosa Geréb Mátyás volt. 1536-ban a térség váraival együtt elfoglalta a török. A várba török helyőrséget vezényeltek, a városba pedig muzulmán lakosság települt be. A vár és a város a török elleni felszabadító háború során 1687 körül pusztult el, csak romjai maradtak.
A 19. század második felében „Pustinje” néven mezőgazdasági major jött létre a mai falu helyén, a Koskáról Budimcire menő út mentén. Közvetlenül a második világháború előestéjén 1939-ben új lakók telepedtek le a mai falu környékén. Az új telepesek között, akik a horvát Zagoráról és a Drávamellékről érkeztek szájról szájra terjedt a hír, hogy a közelben az egykori vár területén jelentős mennyiségű építőanyag, falak maradványai, kőtömbök találhatók. Az első lakók ezekből építették fel házaikat, gazdasági épületeiket. Ezt a helyet, a középkori vár és város helyét ma is Gradinának nevezik. A környező erdők kiirtása is nyomban megkezdődött. A környéken fűrésztelepek létesültek, mivel a közelben haladt el a keskeny nyomtávú erdei vasút, mely rönköket szállított egy Belistyei fűrészüzembe. Lug különleges helyen volt, mert a vasút itt ágazott el Belistye és Atyina irányába, de a vasút utasokat is szállított a híres Ćiro-vonaton, amely Raholcán még mindig látható a vasútállomáson.
A közúti szállítás fejlesztésével az 1960-as évek végén a vasút megszűnt és a síneket eltávolították. 1953-ban megnyílt a település iskolája és ekkortól működik a helyi képviselőtestület is. A falu 1991-től a független Horvátországhoz tartozik. 1991-ben lakosságának 97%-a horvát nemzetiségű volt. A délszláv háború kezdetén a helyiek polgári őrséget szerveztek a Budimci irányából jövő esetleges szerb támadások elkerülésére, Budumcin ugyanis az akkori lakosok többsége szerb nemzetiségű volt akik ellenezték a horvát függetlenséget. 1991 őszén lakosság nagy része csatlakozott Horvátország védelméhez. Többségük a horvát hadsereg 132. nekcsei dandárjában és a belügyi egységekben harcolt. 2011-ben a falunak 335 lakosa volt.

## Lakossága
| Lakosság változása | Lakosság változása | Lakosság változása | Lakosság változása | Lakosság változása | Lakosság változása | Lakosság változása | Lakosság változása | Lakosság változása | Lakosság változása | Lakosság változása | Lakosság változása | Lakosság változása | Lakosság változása | Lakosság változása | Lakosság változása |
| ------------------ | ------------------ | ------------------ | ------------------ | ------------------ | ------------------ | ------------------ | ------------------ | ------------------ | ------------------ | ------------------ | ------------------ | ------------------ | ------------------ | ------------------ | ------------------ |
| 1857               | 1869               | 1880               | 1890               | 1900               | 1910               | 1921               | 1931               | 1948               | 1953               | 1961               | 1971               | 1981               | 1991               | 2001               | 2011               |
| 0                  | 0                  | 0                  | 0                  | 0                  | 0                  | 0                  | 0                  | 874                | 1.061              | 1.040              | 889                | 568                | 581                | 428                | 335                |

## Gazdaság, infrastruktúra
A helyiek főként szántóföldi gazdálkodással és néhányan állattenyésztéssel foglalkoznak. Egy mezőgazdasági szövetkezet is működik a településen. A faluban egy bolt található, egy Anagalis nevű bevásárlóközpont, továbbá működik egy Tropicana nevű diszkóklub is. A falunak buszmegállója, temetője, gyermekjátszótere és futballpályája van. Jól működő gáz- és telefonhálózattal van ellátva, utcái aszfaltosak.

## Nevezetességei
- Szombathely középkori várának mára csekély felszíni nyoma maradt. A romokat a 20. század közepén nagyrészt a házak építéséhez hordták el. Az egykori vár területe sűrű bozóttal, fákkal van benőve, de a műholdképén még jól látszik a kétrészes castellum árokrendszere.

- A faluban található a Boldogságos Szűz Mária neve tiszteletére szentelt római katolikus templom, amely a budimci a Szentháromság katolikus plébániájához tartozik. Búcsúünnepét szeptember 12-én tartják. A templomot 1972-ben építették, a budimci plébániához való csatolásáig a koskai Szent Péter és Pál plébánia filiája volt.

## Oktatás
A településen a koskai Ivana Brlić-Mažuranić elemi iskola négyosztályos területi iskolája működik. A szomszédos Branimirovac alsó tagozatos tanulói is ide járnak.

## Egyesületek
A település önkéntes tűzoltó egyesültét 2017-ben alapították.